# 龔用卿
龔用卿（1501年6月9日—1564年7月24日），字鳴治，號雲岡，福建布政司福州府懷安縣人。明朝状元、政治人物，学者 。

## 生平
生於明孝宗弘治十四年（1501年）。嘉靖元年（1522年）中壬午科福建鄉試第五名舉人。嘉靖五年（1526年）登丙戌科一甲一名進士（狀元），授翰林院修撰，出使朝鮮，賜一品服，擢左春坊左諭德兼翰林院侍讀，充經筵講官。參預修撰《明倫大典》、《大明會典》。官至南京國子監祭酒。善作詩，有《中會寺》一詩。卒於明世宗嘉靖四十三年（1564年）。

## 著作
著有《使朝鮮錄》三卷、《雲岡選集》二十卷。

## 家族
曾祖龔衍，祖父龔璲，父龔源。母林氏。
明末殉国的曹学佺是其孫女婿。